# Pteris arborea
Pteris arborea är en kantbräkenväxtart som beskrevs av Carolus Linnaeus. Pteris arborea ingår i släktet Pteris och familjen Pteridaceae. Utöver nominatformen finns också underarten P. a. regia.